# Zgłoszenie celne
Zgłoszenie celne – czynność, poprzez którą osoba w określony sposób oraz w wymaganej formie wyraża wolę umieszczenia towaru pod procedurą celną. Zgłoszenie celne nie powinno być kojarzone wyłącznie z papierowym albo elektronicznym dokumentem, w którym określone są przepisy deklarowane dane. Jest to czynność oraz jednocześnie oświadczenie woli dokonane przez określoną osobę, która wyraża chęć umieszczenia towaru pod określoną procedurą celną.
Zgłoszenie celne może być dokonane w jednej z dopuszczalnych form zgłoszenia:
1. w formie pisemnej
2. z zastosowaniem metod informatycznych
3. w formie zgłoszenia ustnego
4. w formie każdej innej czynności dopuszczonej przez przepisy celne, przez która osoba posiadająca towary wyrazi wolę ich umieszczenia pod procedurą celną